# Zachraňte Ježíška

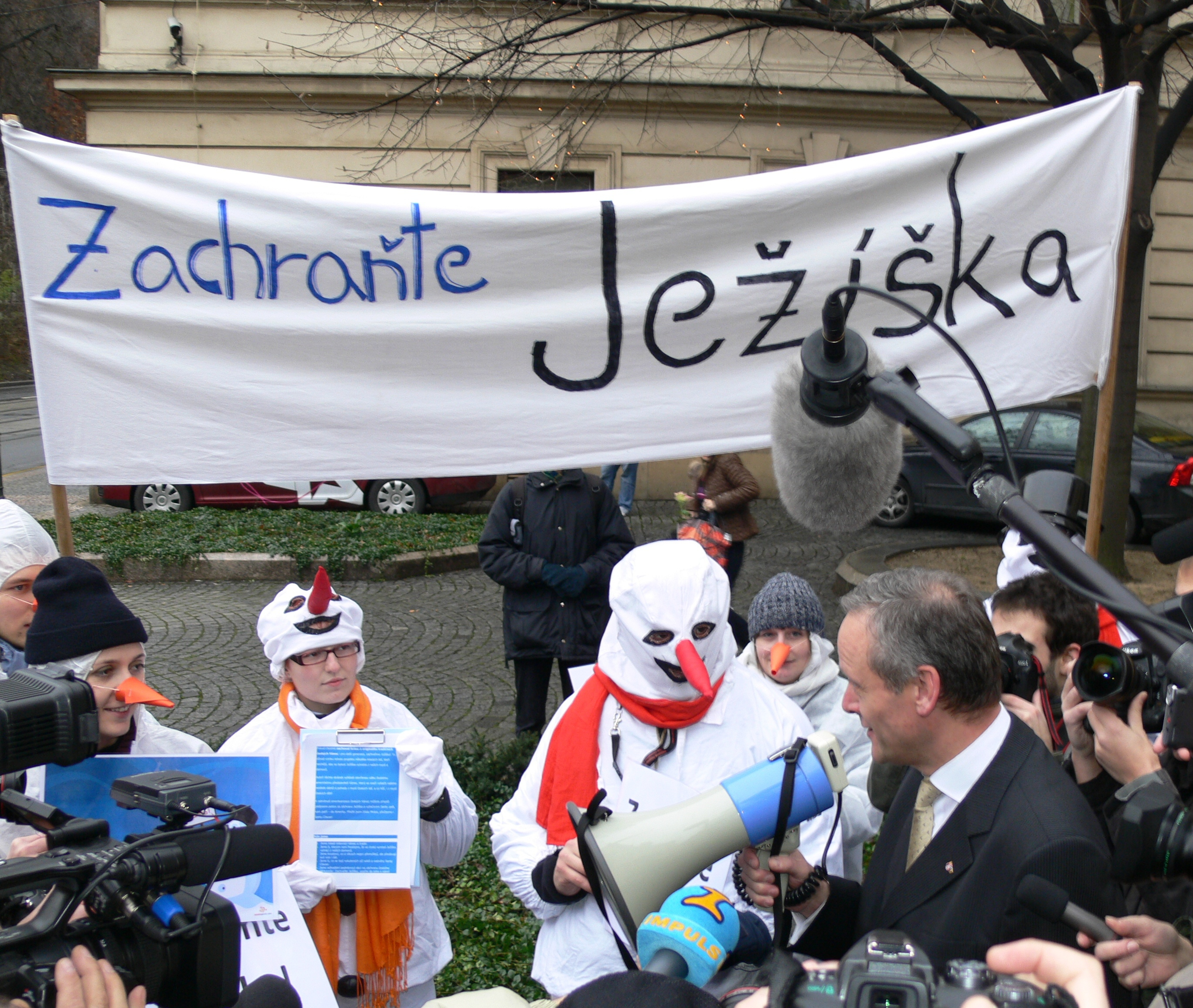
Předávání petice Cyrilu Svobodovi

Akce Zachraňte Ježíška je původně studentská iniciativa vzniklá v roce 2008 na podporu tradičních českých Vánoc a jejich zvyků, které se podle jejích iniciátorů postupně vytrácejí ze života českých rodin. 

## Autoři projektu
S hlavní myšlenkou akce Zachraňte Ježíška přišla komunikační a PR agentura Commservis.com, která ji mediálně zaštiťovala. Projekt má být dle jeho autorů reakcí na využívání „nečeských“ vánočních symbolů v kampaních, které jsou cílené především na děti.
Organizátoři prezentují akci jako společensky odpovědný krok v chování firmy, která se vytvářením mediálních kampaní zabývá. Za hlavní rysy společenské odpovědnosti tohoto projektu považují autoři kampaně zohlednění sféry působení, formovaní pozitivních postojů společnosti a integraci firemní filozofie do vztahu s veřejností.

## Akce na podporu projektu
Doprovodnými akcemi k projektu se na jeho počátku staly demonstrace sněhuláků, které v posledním měsíci roku 2008 probíhaly v některých českých městech (Pardubice, Hradec Králové, Havlíčkův Brod, Chrudim, Náchod atd.) a vyvrcholily 19. prosince demonstrací před Úřadu vlády ČR v Praze za účasti tehdejšího ministra Cyrila Svobody, kterému autoři akce předali petici s podpisy.
K projektu byly vytvořeny speciální internetové stránky, které měly před Vánocemi za úkol vyvolat společenskou diskusi o problematice pronikání zahraničních zvyků do českých tradic. Jejich součástí byla internetová petice, diskusní fórum, stránka vzkazů a přání a možnost vyjádřit se k podobě Ježíška. Petici během měsíce prosince 2008 podepsalo téměř 30 000 lidí, stovky lidí se zapojily do diskuse. 
Projekt pokračoval na sociálních sítích i v následujících letech s tím, že jeho spoluautoři Tomáš Zdechovský, Eva Fruhwirtová a Adam Dušek pravidelně s dalšími příznivci protestovali před Úřadem vlády. Výtěžek akce putuje vždy na charitativní účely. Např. v roce 2012 přispěl projekt Zachraňte Ježíška nadaci na podporu onkologických dětí Pink Bubble. V roce 2014 šel výtěžek na podporu dětské onkologie v Brně.
Od roku 2011 se projekt profiluje už jen na sociální síti Facebook, kde stránku spravují spolupracovnice Tomáše Zdechovského. V listopadu 2016 měla facebooková stránka 50 000 příznivců a o čtyři roky později to bylo už přes 71 000. Od zvolení Tomáše Zdechovského do funkce europoslance je stránka před Vánoci pravidelně využívána jako volnočasová aktivita, která často propaguje mj. různé charitativní sbírky a další dobročinné projekty. Např. v roce 2018 se ve spolupráci s kapelou Vesper, která složila hymnu projektu pro rok 2018 Ať sobi táhnou dál od českejch vrat!, prodávaly odznaky s nápisy "Ať sobi táhnou" a "U nás nosí dárky Ježíšek." Výtěžek měl putovat nadačnímu fondu Pink Bubble pomáhajícímu dospívajícím nemocným rakovinou. Mezi další tehdejší aktivity patřila i mediální podpora Tříkrálové sbírce od Charity ČR a podpora  několika dalších charitativních projektů.
O Vánocích roku 2018 byla také dohodnutá spolupráce s podobně zaměřeným projektem Náš Ježíšek.

## Ohlas veřejnosti
O akci Zachraňte Ježíška pravidelně informovala česká média i světová média. Dvě desítky mediálních výstupů byly zveřejněny 19. prosince po akci před vládním úřadem a o polovinu méně zpráv proběhlo tiskem těsně po začátku celé akce kolem 5. prosince. O této předvánoční studentské akci dohromady vyšla přibližně stovka mediálních výstupů nejen v České republice, ale také na Slovensku, v Německu, Rakousku a nebo Rusku. Otevřeně se k akci přihlásily také známé osobnosti českého veřejného života (politici, herci, modelky, atd.). V roce 2011 nazpíval projektu hymnu známý český zpěvák Vilém Čok.